# MKS Kluczbork
El Miejski Klub Sportowy Kluczbork (en español: Club Deportivo Municipal de Kluczbork), conocido simplemente como MKS Kluczbork, es un equipo de fútbol polaco de la ciudad de Kluczbork, en el voivodato de Opole. Actualmente juega en la III liga, la cuarta categoría del país.

## Historia
El MKS Kluczbork fue fundado el 30 de junio de 2003 mediante la fusión del KKS Kluczbork y el LZS Kuniów. Ese mismo año comenzó a competir en la IV Liga, la quinta categoría futbolística de Polonia. Ese año logró alcanzar el tercer puesto en la tabla, tan solo por detrás del TOR Dobrzeń Wielki y el Skalnik Gracze. Durante los siguientes tres años siguió compitiendo en la quinta división, hasta ascender a la III Liga en la temporada 2007/08 en el cuarto puesto. Al año siguiente alcanzó la II Liga, liderando la tabla con 67 puntos y superando al Pogoń Szczecin, quién era favorito para ascender a la categoría de plata.
La estancia del MKS Kluczbork en la I Liga fue corta, ya que en la temporada 2010/11 regresó a la II Liga. Sin embargo, tras tres años en la categoría de bronce, el MKS Kluczbork ascendió de nuevo a la segunda división tras ponerse en primera posición tras el decisivo empate ante el Zagłębie Sosnowiec, que le permitió liderar el grupo occidental.